# 红楼梦 (1962年越剧电影)

越剧电影《红楼梦》画面

红楼梦，越剧电影，上海海燕电影制片厂拍摄，导演岑范，由王文娟、徐玉兰主演。

## 概况
越剧《红楼梦》由徐进编剧。在电影中，王文娟饰演林黛玉，徐玉兰饰演贾宝玉，吕瑞英饰演薛宝钗，金采风饰演王熙凤，周宝奎饰演贾母， 徐天红饰贾政，孟莉英饰演紫鹃，曹银娣饰演琪官。
因当时的条件限制，“劝黛”等唱段被删去。该片拍摄完成后旋即被禁，1978年恢复放映。之后该片热映，“天上掉下个林妹妹”等唱段因而在中国家喻户晓。1978-1988年间，全国范围内这部电影的观众达12亿人次，是中国电影史上放映场次最多、拷贝制作最多、观看人数最多的电影。